# Ośno Lubuskie
Ośno Lubuskie là một thị trấn thuộc huyện Słubicki, tỉnh Lubuskie ở tây Ba Lan. Thị trấn có diện tích 8 km². Đến ngày 1 tháng 1 năm 2011, dân số của thị trấn là 3812 người và mật độ 476 người/km².